# La sposa polacca
La sposa polacca  (De Poolse bruid) è un film del 1998 diretto da Karim Traïdia.